# Nguyễn Đức Đạt
Nguyễn Đức Đạt (chữ Hán: 阮德達, 1824 - 1887), tự Khoát Như, hiệu Nam Sơn Chủ Nhân, Nam Sơn Dưỡng Tẩu, Khả Am Chủ Nhân, là nhà nho, nhà giáo Việt Nam.

## Tiểu sử
Ông sinh năm 1824 tại làng Hoành Sơn, xã Nam Hoa Thượng, tổng Trung Cần (nay là xã Khánh Sơn, huyện Nam Đàn, tỉnh Nghệ An). Ông sinh ra trong một gia đình có nhiều người đỗ đạt, như em họ Nguyễn Đức Quý đỗ Hoàng giáp 1884, em ruột là Nguyễn Đức Huy đỗ Cử nhân (1864), cha là Nguyễn Đức Diệu đỗ cử nhân (1824), con trai ông là Nguyễn Đức Hiểu cũng đỗ Cử nhân (1912) và cháu ông đỗ Phó bảng (1916).
Ông đỗ cử nhân khoa Đinh Mùi 1847. Năm Quý Sửu 1853, tức đời Tự Đức thứ 6, ông đỗ Thám hoa, cùng với một danh nho khác của Nam Đàn là Nguyễn Văn Giao. Ông được bổ vào viện Tập hiền, sau đó thăng làm Cấp sự trung. Được ít lâu, ông xin cáo quan về phụng dưỡng song thân và mở trường dạy học. Năm 1863, ông lại được triều đình vời ra làm Đốc học tỉnh Nghệ An. Mẹ mất, ông về chịu tang ở nhà dạy học. Khi hết chịu tang, quan địa phương tấu về triều, lại vời ông ra làm Quận học, rồi thăng Án sát Thanh Hóa, Tuần phủ tỉnh Hưng Yên.
Năm Tự Đức thứ 26 (1873), quân Pháp tấn công, bốn tỉnh Hà Nội, Hải Dương, Nam Định, Ninh Bình đều bị thất thủ. Nhờ có công giữ được Hưng Yên yêu ổn nên ông được Tự Đức ban thưởng. Ít lâu sau, ông cáo quan, lại trở về mở trường dạy học. Năm 1885, vua Hàm Nghi ra chiếu Cần Vương. Ông cùng em họ là Nguyễn Đức Quý ra mắt Hàm Nghi và được phong làm Lại bộ Thượng thư lĩnh An Tĩnh tổng đốc. Về quê nhà, ông cùng Nguyễn Đức Quý, Nguyễn Quang... dựng cờ nghĩa khởi binh, chiến đấu chưa được bao lâu thì thất thế nên nghĩa quân phải rút lên vùng miền núi Thanh Chương. Do tuổi cao sức yếu không đi được, nên Nguyễn Đức Đạt ở ẩn tại quê nhà.
Thám hoa Nguyễn Đức Đạt mất vào tháng 2 năm 1887, thọ 63 tuổi.

## Sự nghiệp giáo dục
Cả cuộc đời Nguyễn Đức Đạt đều làm nghề dạy học. Trường của ông là một ngôi trường uy tín dành cho những người đi thi hương. Học trò ông nhiều người thành danh, trong đó có những bậc danh sĩ như: Phan Bội Châu, Cao Xuân Dục, Ngô Đức Kế, Đặng Nguyên Cẩn, Đặng Văn Bá, Đặng Thái Thân, Đặng Văn Thụy, Nguyễn Sinh Sắc... Ông là một nhà nho nghiêm khắc, tận tình và được học trò tôn kính. Hiện nay tại làng Hoành Sơn vẫn còn một ngôi từ đường do học trò lập để thờ ông. Trong ngôi từ đường có hai bức đại tự với sáu chữ "Vạn thế trạch""Đại khoa môn" và nhiều câu đối. Một trong số đó là:
| “ | Thọ khảo tác nhân, Nam Sơn thảo đường trạch vạn thế Văn chương minh quốc, Hồng Lĩnh ngô châu đệ nhất phong | ” |

Dịch nghĩa:
| “ | Suốt đời đào tạo bao người, ơn muôn đời ngôi nhà cỏ núi Nam Sơn Văn chương nổi tiếng cả nước, một ngọn núi cao châu ta Hồng Lĩnh | ” |

## Quan điểm triết học
Trong số những cuốn sách của Nguyễn Đức Đạt thì công trình lớn nhất của ông là Nam Sơn tùng thoại, gồm 4 quyển 32 chương, do học trò ghi chép, khắc in và hoàn thành vào tháng 11 năm Tự Đức thứ 33 (12/1880), viết theo lối vấn đáp, bàn giải về các vấn đề của Nho giáo: Thiên đạo, lịch sử, đạo đức và trị đạo. Ở đây, bên cạnh quan điểm triết học gần như thuần túy Nho giáo, chịu ảnh hưởng nặng của tư tưởng Khổng Mạnh thì Nguyễn Đức Đạt lại có những quan điểm riêng mới lạ và độc đáo.

## Tác phẩm
Ông viết khá nhiều sách, trong đó có:
- Những sách dùng trong dạy học:
  - Nam Sơn song khóa phủ tuyển
  - Nam Sơn song khóa chế nghĩa
  - Đăng long văn tuyển
  - Nam Sơn di thảo
  - Khả Am văn tập....
  - Vịnh sử thi tập: vịnh các nhân vật lịch sử Trung Quốc
  - Việt sử thặng bình: được viết theo lối vấn đáp, tiện cho việc ôn tập
- Các công trình văn thơ, triết học, sử học có giá trị, tiêu biểu như
  - Nam Sơn tùng thoại
  - Đông hiên hà dạ tập
  - Hồ dạng thi
  - Cần kiệm vựng biên
  - Lăng trình kĩ thức
  - Khảo cổ ức thuyết...